# Фарьорски острови
Фарьорските острови (на фарьорски: Føroyar; на датски: Færøerne; името означава в превод „овчи острови“) са автономна област в рамките на кралство Дания. Те са разположени между Норвегия и Исландия. Разстоянието до Исландия на северозапад е 450 км, до Норвегия на изток — 675 км, а до Копенхаген — 1117 км. Типичният северен кръст върху националния флаг на Фарьорските острови е знак за принадлежността на държавата към другите скандинавски страни. Гербът на страната е овен, който най-точно символизира наименованието на островите — фарьорски, т.е. „овчи“.

## География

### Географско разположение, брегове, релеф
Архипелагът на Фарьорските острови се състои от 18 вулканични острова, 17 от които са обитаеми. Основните са Строймой, Естурой и Сувурой. Той е разположен в северната част на Атлантическия океан приблизително по средата между Норвегия и Исландия, като най-близката суша е на юг – северния бряг на Шотландия, на 380 km. Общата площ на архипелага е 1399 km². Максимална височина връх Слайтаратиндур, издигащ се в северната част на остров Естурой (882 m). Островите са изградени от базалтови лави и туфи, образуващи плато, над което се издигат заострени гребени и върхове. Бреговете са стръмни, на места отвесни, с многочислени фиорди. Силно са развити ледниковите форми на релефа (морени, трогони долини, карови езера). Има множеество малки езера и къси реки.

### Климат
Климатът е субполярен океански, като някои части имат характеристики на тундра, особено в планините. Цялостният характер на островния климат се диктува от силно затоплящото влияние на Атлантическия океан чрез Северноатлантическото течение. Зимите са меки (средна февруарска температура 3 – 4 °C), а лятото хладно (средна юлска температура е 9,5 – 10,5 °C). Островите са ветровити, облачни и хладни през цялата година, като средно през 210 дни от годината вали дъжд или сняг. Слънчевите дни са редки. Климатът може да варира в големи граници на малко разстояние, влияейки се от надморската височина, океанските течения, топографията и ветровете. Същото важи и за валежите (годишно колричество над 1500 mm) – в някои райони снеговалежи са редовни, дори и през лятото, докато на други места могат да минат няколко години без никакъв сняг.
| Климатични данни за Торсхавн                                                              | Климатични данни за Торсхавн | Климатични данни за Торсхавн | Климатични данни за Торсхавн | Климатични данни за Торсхавн | Климатични данни за Торсхавн | Климатични данни за Торсхавн | Климатични данни за Торсхавн | Климатични данни за Торсхавн | Климатични данни за Торсхавн | Климатични данни за Торсхавн | Климатични данни за Торсхавн | Климатични данни за Торсхавн | Климатични данни за Торсхавн |
| Месеци                                                                                    | яну.                         | фев.                         | март                         | апр.                         | май                          | юни                          | юли                          | авг.                         | сеп.                         | окт.                         | ное.                         | дек.                         | Годишно                      |
| Абсолютни максимални температури (°C)                                                     | 11,6                         | 12,0                         | 12,3                         | 18,3                         | 19,7                         | 20,0                         | 20,2                         | 22,0                         | 19,5                         | 15,2                         | 14,7                         | 13,2                         | 22,0                         |
| Средни максимални температури (°C)                                                        | 5,8                          | 5,6                          | 6,0                          | 7,3                          | 9,2                          | 11,1                         | 12,8                         | 13,1                         | 11,5                         | 9,3                          | 7,2                          | 6,2                          | 8,8                          |
| Средни температури (°C)                                                                   | 4,0                          | 3,6                          | 4,0                          | 5,2                          | 7,0                          | 9,0                          | 10,7                         | 11,0                         | 9,6                          | 7,5                          | 5,5                          | 4,3                          | 6,8                          |
| Средни минимални температури (°C)                                                         | 1,7                          | 1,3                          | 1,7                          | 3,0                          | 5,1                          | 7,1                          | 9,0                          | 9,2                          | 7,6                          | 5,4                          | 3,4                          | 2,1                          | 4,7                          |
| Абсолютни минимални температури (°C)                                                      | −8,8                         | −11                          | −9,2                         | −9,9                         | −3                           | 0,0                          | 1,5                          | 1,5                          | −0,6                         | −4,5                         | −7,2                         | −10,5                        | −11                          |
| Средни месечни валежи (mm)                                                                | 157,7                        | 115,2                        | 131,6                        | 89,5                         | 63,3                         | 57,5                         | 74,3                         | 96,0                         | 119,5                        | 147,4                        | 139,3                        | 135,3                        | 1321,3                       |
| Средно количество слънчеви часове                                                         | 14                           | 36                           | 71                           | 106                          | 124                          | 125                          | 111                          | 98                           | 80                           | 49                           | 20                           | 6                            | 840                          |
| ----------------------------------------------------------------------------------------- | ---------------------------- | ---------------------------- | ---------------------------- | ---------------------------- | ---------------------------- | ---------------------------- | ---------------------------- | ---------------------------- | ---------------------------- | ---------------------------- | ---------------------------- | ---------------------------- | ---------------------------- |
| Източник: Датски Метеорологичен Институт, National Oceanic and Atmospheric Administration |                              |                              |                              |                              |                              |                              |                              |                              |                              |                              |                              |                              |                              |

### Растителен и животински свят
Растителността на Фарьорските острови е представена основно от арктически алпийски растения, диви цветя, треви, мъхове и лишеи. По-голямата част от равнинните области са пасища, а останалото е пустош, доминирана от храсти, главно Calluna vulgaris. Сред тревната флора, която се среща на Фарьорските острови е Cirsium palustre. Макар първоначално да няма дървета, някои видове са успешно донесени в региона, сред които Populus trichocarpa. Има множество торфища и мочурища, а отделни участъци изкуствено са залесени с борови гори.
Птиците на островите са основно морски. Много видове са развили специални фарьорски подвидове. Срещат се: обикновена гага, обикновен скорец, орехче, тънкоклюна кайра, чистик и други. Само няколко вида диви сухоземни бозайници се срещат на Фарьорските острови, всичките внесени от хората. Три вида процъфтяват на острова: снежен заек, сив плъх и домашна мишка. Освен тях, има и местна порода домашна овца – фарьорска овца, която е изобразена на герба на Фарьорските острови, а в миналото е имало и разновидност дива овца, която обитава остров Луйтла Дуймун до средата на 19 век.
Дългомуцунестият тюлен е честа гледка по крайбрежието. Няколко вида китоподобни обитават водите около Фарьорските острови. Най-разпространена е обикновената гринда, която все още се ловува от островитяните като част от дългогодишна местна традиция. Срещат се и косатки.

## История
Археологическите находки сочат за заселване на Фарьорските острови в хода на два последователни периода, преди пристигането на скандинавците: първият през 300 – 600 г., а вторият през 600 – 800 г. Учени от Абърдийнския университет са намерили ранен цветен прашец от зърно, което допълнително подкрепя тезата, че островите са били обитавани още преди пристигането на викингите. Не е изключено хората, които са живеели на островите по това време, да са дошли от Ирландия, Шотландия или Скандинавия. Латински сведения относно пътешествие на Свети Брендан (ирландски монах и светец, живял около 484 – 578) включват описание на острови, което съвпада с това на Фарьорските острови. Все пак, с това описание не може да се направи пълно заключение. Дикуил (друг ирландски монах, живял през 9 век) дава по-подробно описание. В своя географски труд De mensura orbis terrae той твърди, че има достоверна информация за отшелници от Ирландия/Шотландия, живеещи на острови северно от Великобритания в продължение на почти век до пристигането на скандинавските пирати.
Скандинавците се заселват на островите около 800 г., донасяйки със себе си староскандинавския език, който по-късно еволюира в днешния фарьорски език. Скандинавците вероятно не идват директно от Скандинавия, а по-скоро от скандинавски общности около Ирландско море и Западните острови, включително Шетландските острови и Оркни.
Според Сагата на фарьорците, още емигранти напускат Норвегия, тъй като не подкрепят монархията на Харал Прекраснокосия. Тези хора се заселват на Фарьорските острови към края на 9 век. В началото на 11 век Сигмунд Брестисон, чийто клан процъфтява на южните острови, преди нашествениците от северните острови почти да го унищожат, избягва в Норвегия. Той е изпратен обратно, за да превземе островите в името на краля на Норвегия Олаф I (995 – 1000). Сигмунд въвежда християнството и макар по-късно да е убит, островите продължават да плащат данъци на Норвегия. Норвежката власт на Фарьорските острови продължава до 1814 г., макар кралството да влиза в уния с Дания през 1397 г., което в крайна сметка води до датски контрол над островите. Реформацията достига Фарьорските острови през 1538 г. и донася протестантско лутеранство към 1538 г. Когато съюзът между Дания и Норвегия се разваля в резултат на Килския мирен договор през 1814 г., Дания задържа островите, а Норвегия се съюзява с Швеция. След вълненията около Наполеоновите войни, Фарьорските острови стават част от Дания.
В хода на меркантилизма Дания поддържа монопол над търговията с Фарьорските острови и забранява на жителите им да търгуват с други страни (като например географски близката Великобритания). Търговският монопол на Фарьорските острови е премахнат през 1856 г., след което районът се разраства като съвременна риболовна нация със собствен риболовен флот. Националното възраждане след 1888 г. се поражда от борбата за поддържане на фарьорския език и е повече културно ориентирано, но след 1906 г. става и политическо, при което започват да се основават политически партии на Фарьорските острови.
На 12 април 1940 г., в хода на Втората световна война, британски части окупират Фарьорските острови малко след операция Везерюбунг – германското нахлуване в Дания на 9 април 1940 г. В периода 1942 – 1943 г. британските инженерни войски построяват единственото летище на архипелага – Вагар. След войната островите са върнати на Дания, но датското управление е подкопано, а независимостта на Исландия служи като прецедент за много фарьорци.
През 1946 г. се провежда референдум за независимост, според който 50,73% от населението подкрепя независимостта, докато 49,27% са против нея. Впоследствие Фарьорските острови обявяван независимост на 18 септември 1946 г., но тази декларация е анулирана от Дания два дни по-късно, която заявява, че повечето фарьорци не подкрепят независимостта и крал Кристиан X разпуска фарьорския льогтинг (парламента) на Фарьорските острови на 24 септември. Това е последвано от парламентарни избори на островите на 8 ноември, при които партиите, обявили се за независимост, получава 5396 гласа, докато партиите против независимостта получават 7488 гласа. Дания реагира на движенията за независимост на фарьорците, като отпуска на островите висока степен на автономия на 30 март 1948 г.
През 1973 г. Фарьорските острови отказват да се присъединят към Дания при влизането на страната в Европейската общност (която по-късно се абсорбира от Европейския съюз). Островите претърпяват значителни икономически затруднения след рухването на риболовната промишленост в началото на 1990-те години, но след това полагат усилия да разнообразят икономиката си. В днешно време Републиканската партия на Фарьорските острови полага усилия за добиване на независимост на островите от Дания.

## Население
| Население по години | Население по години |
| ------------------- | ------------------- |
| 1327 г.             | 4000 души           |
| 1350 г.             | 2000 души           |
| 1769 г.             | 4773 души           |
| 1801 г.             | 5225 души           |
| 1834 г.             | 6928 души           |
| 1850 г.             | 8137 души           |
| 1880 г.             | 11 220 души         |
| 1900 г.             | 15 230 души         |
| 1925 г.             | 22 835 души         |
| 1950 г.             | 31 781 души         |
| 1975 г.             | 40 441 души         |
| 1985 г.             | 45 749 души         |
| 1995 г.             | 43 358 души         |
| 2006 г.             | 48 219 души         |
| 2018 г.             | 51 095 души         |

Населението наброява 51 540 души към 2011 г. Административен център е град Торсхавн (Tórshavn) с население от 19 165 души. Вторият по големина град се нарича Клаксвик. Основната религия е протестантството.
Мнозинството от населението са етнически фарьорци със скандинавски и келтски корени. Скорошните ДНК анализи покачват, че 87% от мъжете в архипелага са със скандинавски произход, докато 84% от жените са с келтски произход.
На островите има дефицит от около 2000 жени, поради миграция. Поради тази причина, някои фарьорски мъже се женят за филипинки или тайландки, с които се запознават онлайн и им осигуряват пътуване до островите. Тези жени наброяват около 300 и са най-голямото етническо малцинство в архипелага.
Коефициентът на плодовитостта на Фарьорските острови е един от най-високите в Европа – 2,409 деца на жена (2015 г.).
Фарьорският език се говори в целия регион като първи език. Трудно е да се прецени точно колко души говорят фарьорски по света, тъй като много фарьорци живеят в Дания, а много малко от тези, които са родени там, после се връщат на Фарьорските острови.

## Икономика
Преобладаващата част от фарьорците се занимават с риболов, развито е също и овцевъдството. Икономическите затруднения, предизвикани от рухването на фарьорската риболовна промишленост в началото на 1990-те години, водят след себе си високи нива на безработица (10 – 15% към средата на 1990-те години). Към края на десетилетието безработицата намалява. Към юни 2008 г. тя е вече 1,1%, но в началото на 2009 г. се покачва до 3,4%. Въпреки това, почти пълната зависимост от риболова означава, че икономиката все още е уязвима. 13% от доходите на архипелага идват под формата на икономическа помощ от Дания. Това представлява близо 5% от БВП.
През 21 век правителството се опитва да насърчава информационните технологии и бизнес проектите, надявайки се да привлече нови инвестиции. Въпреки това, голяма част от младите фарьорци мигрират към Дания или други страни след завършване на средно училище. Това оставя сравнително застаряло население, което често няма уменията и знанията, за да запълни новообразуваните работни места на островите. Все пак, през 2008 г. Фарьорските острови успяват да заделят 52 милиона щатски долара заем за Исландия, която е ударена от банкова криза.
официалната валута на Фарьорските острови е датската крона.

## Транспорт
В страната има летище във Вагар. Редовни полети има до Копенхаген и Рейкявик, а през лятото има и до Лондон. Националната авиокомпания на Фарьорските острови се нарича „Atlantic Airways“. Авиокомпанията е създадена през 1987 година, а първият полет е осъществен на 28 март 1988 година от Вагар до датската столица Копенхаген. С оглед на разположението на самите острови транспортната система не е много обширна. Част от по-големите острови са свързани помежду си с подморски тунели или мостове, а останалите се свързват посредством ферибот, който прави редовни маршрути и до Дания и Исландия.

## Политика и административно деление
Политически, Фарьорските острови са зависима територия на Кралство Дания. От 1948 г. имат автономен статут (самоуправление). Островите са административно разделени на 34 общини, в тях има 120 града и села. Има и 6 сислура (административни области). Историческите извори предполагат, че първите чужденци, които разказват за съществуването на Фарьорските острови са ирландски монаси, попаднали в архипелага през 500 г. В периода между 800 – 900 г. се появили и първите заселници от Шотландия. Тези заселници обаче били прогонени с появата на викингите, които започнали да се заселват масово върху територията на архипелага след 900 г. Викингите превръщат Фарьорските острови в централен „диспечерски“ пункт за контрол на пътищата и комуникациите в целия Скандинавски полуостров.
След викингите Фарьорските острови попадат под юрисдикцията на Норвегия. Дълго време норвежкият крал владее земите, населявани от фарьорците. В края на 15 век, стратегическото съотношението на военните сили на полуострова принуждава норвежците да управляват Фарьорските острови като протекторат съвместно с датчаните. Килският мирен договор от 1814 година, прави датския крал едноличен владетел на Фарьорските острови. В разгара на Втората световна война стратегическото местоположение на Фарьорските острови в северната част на Атлантическия океан, прави силно впечатление на Чърчил, както и на главнокомандващия английския кралски флот. Взето е решение английски войскови части да дебаркират на Фарьорските острови. Решението на Чърчил се обосновава с нахлуването на войски на Третия райх в Дания. Така на 11 април 1940 година, над 8000 английски войници окупират островния архипелаг. Английската окупация на острова приключила през септември 1945 година. По време на окупацията, англичаните построяват единственото международно летище на острова във Вагар (1942 – 1943). През 1973 година, когато Дания става член на Европейската икономическа общност, Фарьорските острови гласуват да останат извън ЕИО, като по този начин Фарьорските острови са единствената територия под суверенитета на страна-членка на ЕС, която не е част на Европейския съюз. (За сравнение: Гренландия през 1985 г. излиза от ЕС, но остава със статут „задморска територия на ЕС“.)
Парламентарна демократична зависима страна. Първият министър е и председател на парламента. Парламентът се нарича Льогтинг и в него има 32 места. На последните парламентарни избори на 20 януари 2004 г. Обединената партия печели изборите, като вкарва 8 представители в парламента. Вотът, който получава, е 23,7%. Двама парламентаристи се избират от Дания.